# Hedora
Hedora (jap. ヘドラ) – fikcyjny olbrzymi potwór (kaijū), występujący w japońskich filmach fantastycznonaukowych wytwórni Tōhō.

## Opis
Hedora jest stworem podobnym do kijanki, który wygląda jak pokryty wodorostami. Ma szarą skórę z kolorowymi akcentami oraz otwór gębowy podobny do owadów. Jej najbardziej charakterystycznym atrybutem są ustawione pionowe duże czerwone oczy kształtem przypominające pochwę i mrugające po bokach. 
W filmie Godzilla kontra Hedora Hedora ma kilka form. Pierwsza forma przypomina kijankę i skóra jest dużo ciemniejsza od pozostałych form i porusza się wyłącznie w wodzie. W drugiej formie skóra zyskuje stały jaśniejszy kolor skóry i przypomina czworonożne stworzenie z długim ogonem. W trzeciej formie przypomina latający spodek. W czwartej finałowej formie sylwetka jest podobna do drugiej formy, ale nabiera humanoidalnego kształtu.
Imię Hedory nawiązuje do japońskiego tłumaczenia słowa ściek (jap. ヘドロ hedoro). Często nazywana jest Smogowym Potworem (jap. 公害怪獣 Kōgai Kaijū; ang. Smog Monster).

## Historia

### Seria Shōwa
W filmie Godzilla kontra Hedora Hedora była kosmiczną formą pochodzącą z Gwiazdozbioru Oriona, która trafiła na Ziemię przez kometę. Znalazła się zanieczyszczonych japońskich wodach, przeobraziła się w transformujące się monstrum. Pierwsze doniesienia pojawiają się w wiadomościach telewizyjnych, gdy padają doniesienia o istocie atakującej łodzie rybackie. Wkrótce zauważyli ją doktor Yano i jego syn Ken, którzy po spotkaniu z nią udzielili informacji dla telewizji. Ken wymyślił dla potwora imię Hedora od hedoro (jap. ściek). Niedługo Hedora atakowała tankowce, a następnie przeniosła się na ląd, żywiąc się dymem z fabrycznych kominów. W japońskich miastach wciąż transformująca się Hedora żywiła się nieczystościami i stoczyła kilka walk z Godzillą, który nie dał jej rady. Dodatkowo zostawiała po sobie dym, który pozostawia z ludzi szkielety.
Doktor Yano zebrał próbki Hedory w miejscu jej walki z Godzillą i w swoim laboratorium zauważył, że składa się z błota i ścieków i krystalicznego węgla hedrium odpowiadającego za wydalane przez Hedorę trucizny W trakcie eksperymentów doktor Yano dowiódł, że słabym punktem Hedory była elektryczność.
Hedora w ostatecznej formie i Godzilla ponownie się pojawili pod górą Fudżi. Także i tu Godzilla nie dał rady przeciwnikowi i stracił oko. Jednak Japońskie Siły Samoobrony na zlecenie doktora Yano zbudowały gigantyczną zaporę elektryczną i tam zwabiona Hedora została odwodniona. Gdy Godzilla zbliżył się do jej zwłok, wyleciała z nich mniejsza Hedora, która uciekła. Godzilla dopadł Hedorę i zwabił ją z powrotem pod elektrody. Tym razem została całkowicie zniszczona.

### Seria Millenium
Hedora wystąpiła w filmie Godzilla: Ostatnia wojna jako jeden z potworów atakujących cały świat. Wraz z Giganem i Monster X-em była jedynym potworem, który nie zaatakował konkretnego miasta i nie uczestniczył w pierwszej fazie inwazji. Gdy okazało się, że to Xilieni stali za atakami potworów jako część planów podbicia Ziemi, w odpowiedzi Siły Obrony Ziemi (oryg. Earth Defence Force) wypuściły z Obszaru G (oryg. Area G) Godzillę jako pozbawionego zasady M (jap. M塩基 M Enki; ang. M-Base), którą miały wszystkie potwory pod kontrolą Xilieniów i przez to może stanowić największą obronę Ziemi. Dowódca Xilienów rozkazał teleportowanie Ebiraha i Hedory do Zatoki Tokijskiej, gdzie miały zetrzeć się z nadciągającym Godzillą. Jednak Godzilla wycelował swój termonuklearny promień w statek teleportujący, nim przeprowadził całą akcję. Przez to Ebirah i Hedora zamiast wylądować spadły w dużej wysokości na budynek. Godzilla wysłał w ich stronę kolejną wiązkę promienia doprowadzając do śmierci obu potworów w eksplozji tokijskich budynków.

### Godzilla: Planeta potworów
Hedora miała pochodzenie z kolonii szlamowatych mikroorganizmów konsumujących chemiczne odpady w wodzie, która została odkryta w 1999 roku przez chińskie wojsko w Hebei. Po przestudiowaniu stworzono z żywą bronią biologiczną stworzoną, gdy Pekin był niszczony przez Anguirusa i Rodana w listopadzie 2005 roku. Operacja „Hedora” odniosła sukces w zabiciu obu potworów, jednak Hedora wymknęła się spod kontroli i zniszczyła resztę Pekinu i Tiencin w ciągu jednej nocy. Po tym znika po zjedzeniu wszelkich zanieczyszczeń w okolicy.